# 24 martie
ianuarie • februarie • martie  • aprilie  • mai  • iunie  • iulie  • august  • septembrie  • octombrie  • noiembrie  • decembrie
24 martie este a 83-a zi a calendarului gregorian și ziua a 84-a în anii bisecți. Mai sunt 282 de zile până la sfârșitul anului.

## Evenimente

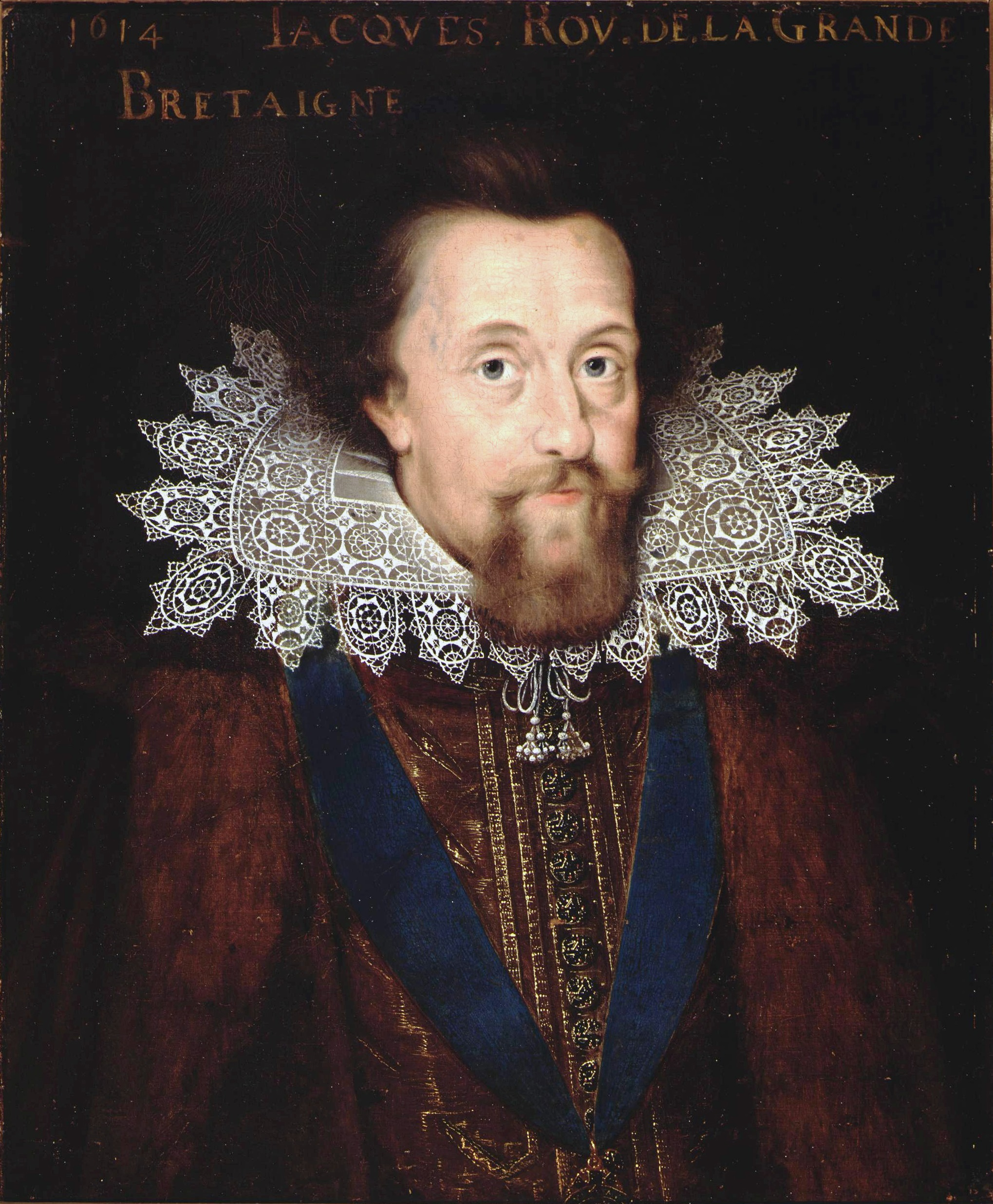
1603: Iacob al VI-lea al Scoției este proclamat rege Iacob I al Angliei și Irlandei, la moartea Elisabetei I.

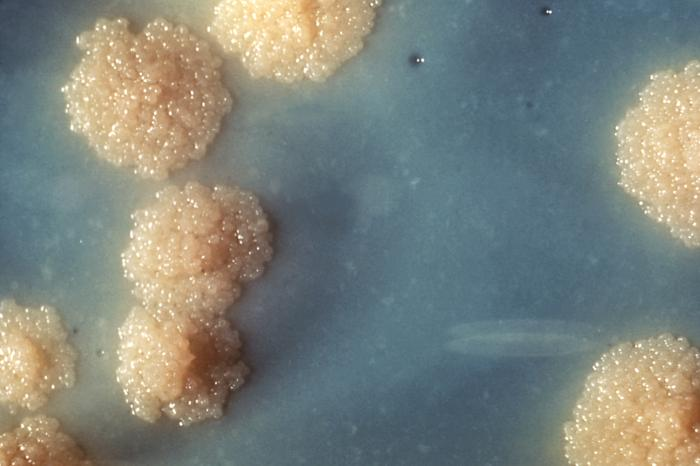
1882: Robert Koch, medic și microbiolog german, a anunțat descoperirea mycobacterium tuberculosis bacteria responsabilă pentru tuberculoză.

- 1199: Regele Richard I al Angliei este rănit de o arbaletă în timp ce lupta în Franța; acest lucru va duce la moartea sa pe 6 aprilie.[1][2][3]
- 1562: Diaconul Coresi a început, la Brașov, tipărirea unui Tetraevanghel slavon. Lucrarea facea parte dintr-o serie mai amplă, de peste 15 volume.
- 1603: Iacob al VI-lea al Scoției este proclamat rege Iacob I al Angliei și Irlandei, la moartea Elisabetei I.[4]
- 1714: În urma conflictului dintre Constantin Brâncoveanu și boierii Cantacuzini, domnul, reclamat la Poartă, este mazilit. Fiul stolnicului Constantin Cantacuzino, Ștefan, capătă domnia.
- 1721: Johann Sebastian Bach dedică șase concerte lui Christian Ludwig, margraf de Brandenburg-Schwedt, astăzi numite Concertele brandenburgice, BWV 1046-1051.[5][6]
- 1818: Gheorghe Lazăr a fost numit „dascăl" de aritmetică, geometrie și geografie la Școala de la „Sfântul Sava", unde a inaugurat cursurile în limba română.
- 1874: Înființarea Agenției diplomatice române la Petersburg.
- 1882: Robert Koch, medic și microbiolog german, a anunțat descoperirea mycobacterium tuberculosis bacteria responsabilă pentru tuberculoză.[7][8]
- 1949: Filmul „Hamlet", regizat de Laurence Olivier, a fost prima peliculă britanică ce a câstigat un premiu Oscar.
- 1960: Apare emisiunea ,,Actualitatea internațională"
- 1965: Funcția de președinte al Consiliului de Stat al României a revenit lui Chivu Stoica, în urma decesului lui Gheorghe Gheorghiu-Dej.
- 1973: Trupa rock Pink Floyd lansează albumul Dark Side of the Moon.
- 1990: A luat ființă Serviciul Român de Informații.
- 1999: Războiul din Kosovo: NATO a început atacurile asupra Iugoslaviei fără aprobarea Consiliului de Securitate al Națiunilor Unite (UNSC), fiind prima dată când NATO atacă o țară suverană.[9][10]
- 2001: A avut loc redeschiderea oficială a Galeriei de Artă Românească Modernă din cadrul Muzeului Național de Artă al României.
- 2015: Zborul 9525 al Germanwings aflat pe ruta Barcelona, Spania – Düsseldorf, Germania cu 150 de persoane la bord se prăbușește într-o regiune muntoasă a Alpilor în apropiere de Digne-les-Bains, în sudul Franței.[11][12] Două zile mai târziu, după cercetarea cutiei negre, procurorii francezi declară că dovezile susțin concluzia că Andreas Lubitz, copilotul german, a prăbușit în mod deliberat avionul.[13]
- 2020: Jocurile Olimpice de la Tokyo au fost amânate pentru 2021 ca răspuns la pandemia de coronavirus.[14]

## Nașteri
- 1494: Georgius Agricola, om de știință considerat părintele mineralogiei (d. 1555)
- 1628: Sophie Amalie de Brunswick-Lüneburg, regină a Danemarcei și Norvegiei (d. 1685)
- 1820: Edmond Becquerel, fizician francez (d. 1891)
- 1832: José Casado del Alisal, pictor spaniol (d. 1886)
- 1837: Prințul Filip, Conte de Flandra, fiu al regelui Leopold I al Belgiei (d. 1891)
- 1874: Harry Houdini (Erich Weiss), celebru iluzionist american; a rămas celebru în lumea magicienilor pentru abilitatea cu care reușea să evadeze din spații închise (d. 1926)
- 1885: Dimitrie Cuclin, compozitor, filosof, folclorist român (d. 1978)
- 1891: Serghei Vavilov, fizician sovietic (d. 1951)
- 1897: Gottfried, Prinț de Hohenlohe-Langenburg (d. 1960)
- 1897: Leon Rozpendowski, pictor polonez (d. 1972)
- 1909: Richard Wurmbrand, misionar creștin român de etnie evreiască, stabilit în Statele Unite ale Americii (d. 2001)
- 1911: Joseph Barbera, animator, regizor, scenarist și producător de filme de animație american de origine siciliană  (d. 2006)

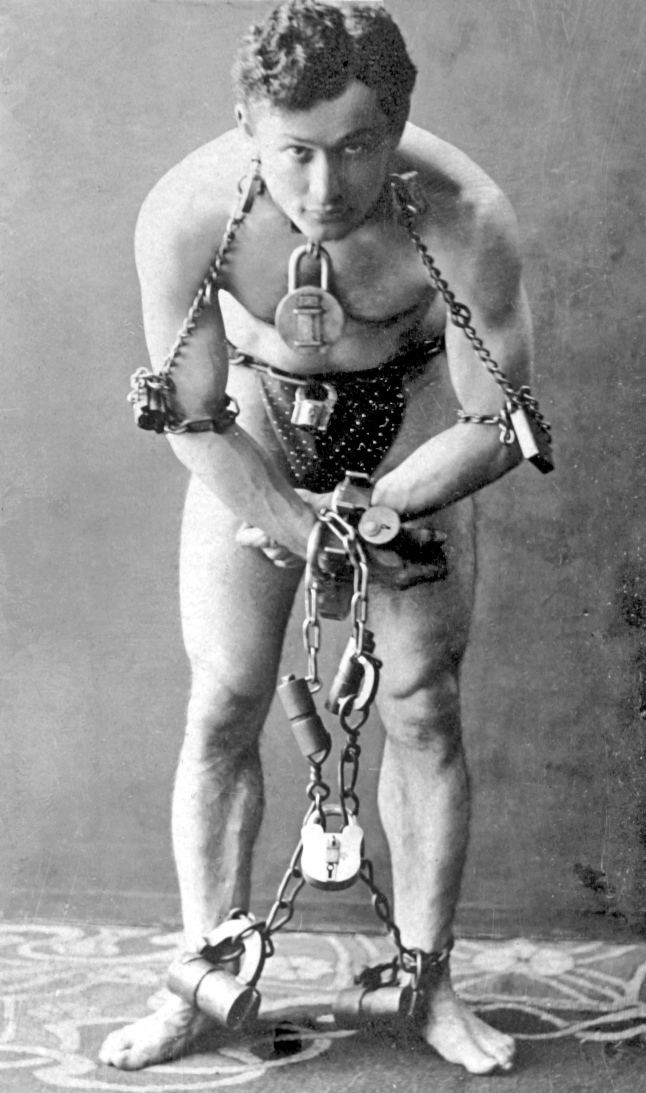
Harry Houdini, celebru iluzionist american de origine maghiară
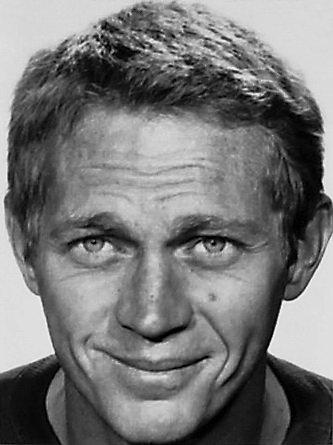
Steve McQueen, actor american
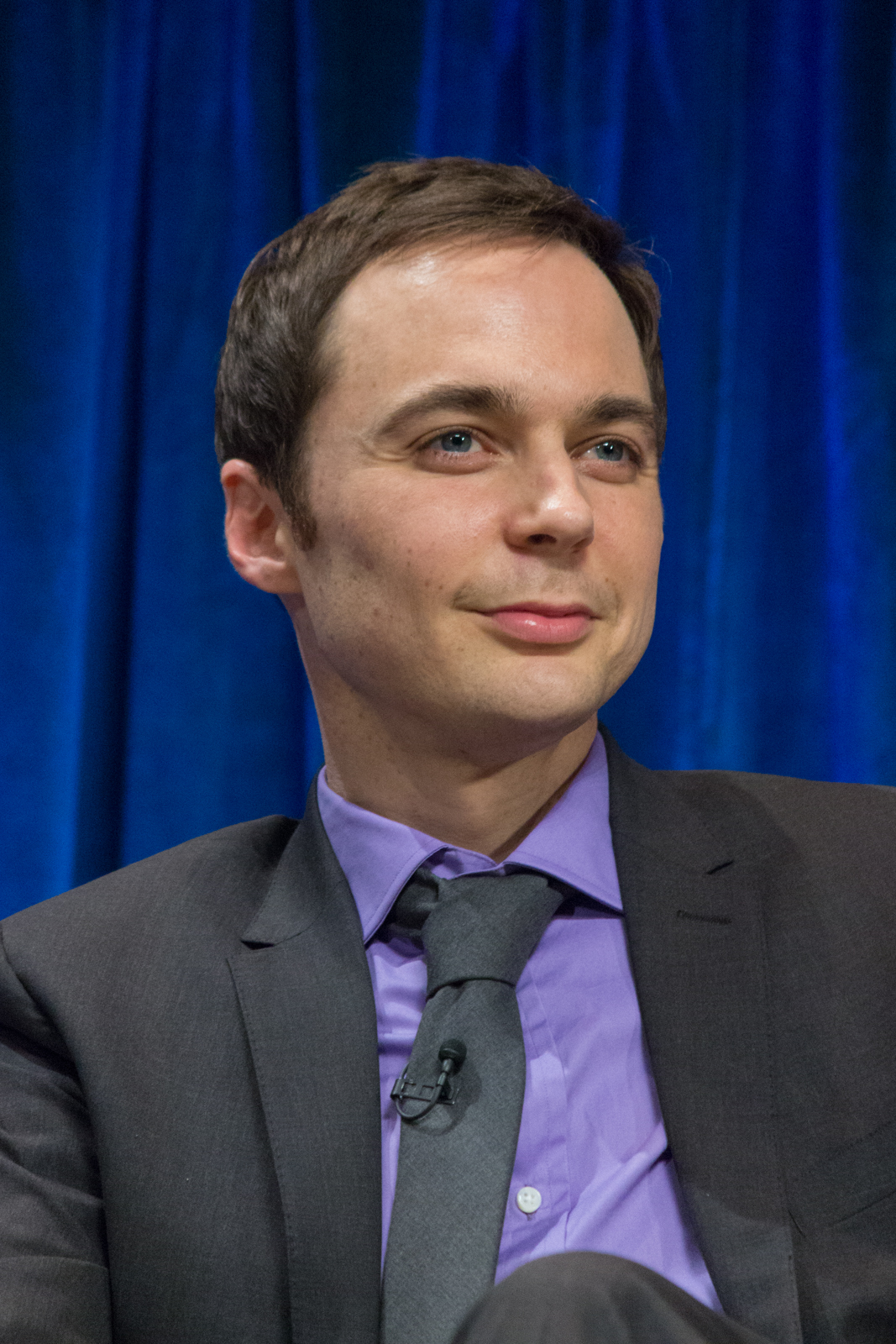
Jim Parsons, actor american

- 1922: Constantin Ionete, economist român, membru de onoare (1993) al Academiei Române (d. 2011)
- 1925: Dinu Ianculescu, poet și actor român. Stabilit din 1985 în Germania (d. 2017)
- 1926: Dario Fo, dramaturg, actor și scenograf italian; Premiul Nobel pentru literatură pe anul 1997 (d. 2016)
- 1930: Steve McQueen, actor american (d. 1980)
- 1938: Teodor Moraru, pictor român (d. 2011)
- 1938: István Ágh (cel tânăr), scriitor, poet, estetician și traducător maghiar
- 1949: Constantin Zărnescu, prozator român
- 1953: Louie Anderson, regizor, comediant și actor american de origini scandinave (d. 2022)
- 1957: Patricia Millardet, actriță franceză (d. 2020)
- 1968: Laurențiu Mironescu, politician român
- 1969: Ilir Meta, politician albanez, președintele Albaniei
- 1970: Lara Flynn Boyle, actriță americană
- 1971: Albrecht Behmel, istoric, scriitor german
- 1973: Jim Parsons, actor american
- 1977: Jessica Chastain, actriță și producătoare americană de film
- 1978: Cheloo, cântăreț de muzică hip-hop (Paraziții)
- 1984: Ifeanyi Emeghara, fotbalist nigerian
- 1984: Amna, cântăreață română
- 1993: Myōi Mina, cântăreață japoneză
- 2007: Andrei Goder(nume de scena: andreiGucci07), cantaret roman de muzica trap

## Decese
- 0809: Harun al-Rashid, calif (n. 763)
- 1455: Papa Nicolae al V-lea (n. 1397)
- 1603: Elisabeta I a Angliei (n. 1533)
- 1654: Samuel Scheidt, compozitor german (n. 1587)
- 1776: John Harrison, ceasornicar englez (n. 1693)
- 1834: Alexius Frederic Christian, Duce de Anhalt-Bernburg (n. 1767)
- 1869: Antoine Henri Jomini, general francez (n. 1779)
- 1882: Henry Wadsworth Longfellow, poet american (n. 1807)
- 1885: Alfred Enneper, matematician german (n. 1830)
- 1888: Théodore Frère, pictor francez (n. 1814)
- 1905: Jules Verne, scriitor francez (n. 1828)
- 1909: John Millington Synge, dramaturg irlandez (n. 1871)
- 1911: Nicolae Densușianu, istoric și folclorist, membru al Academiei Române (n. 1846)

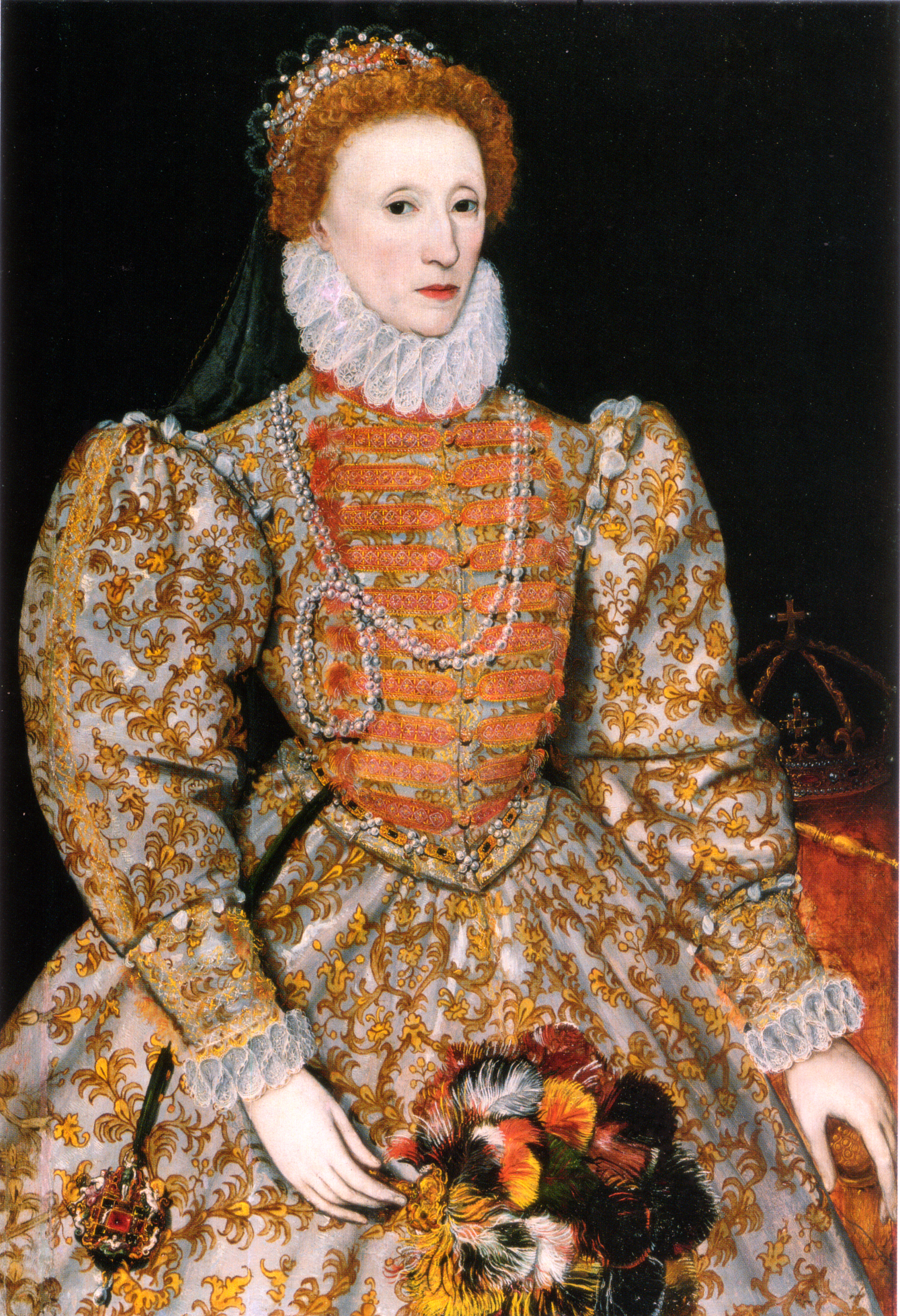
Elisabeta I a Angliei
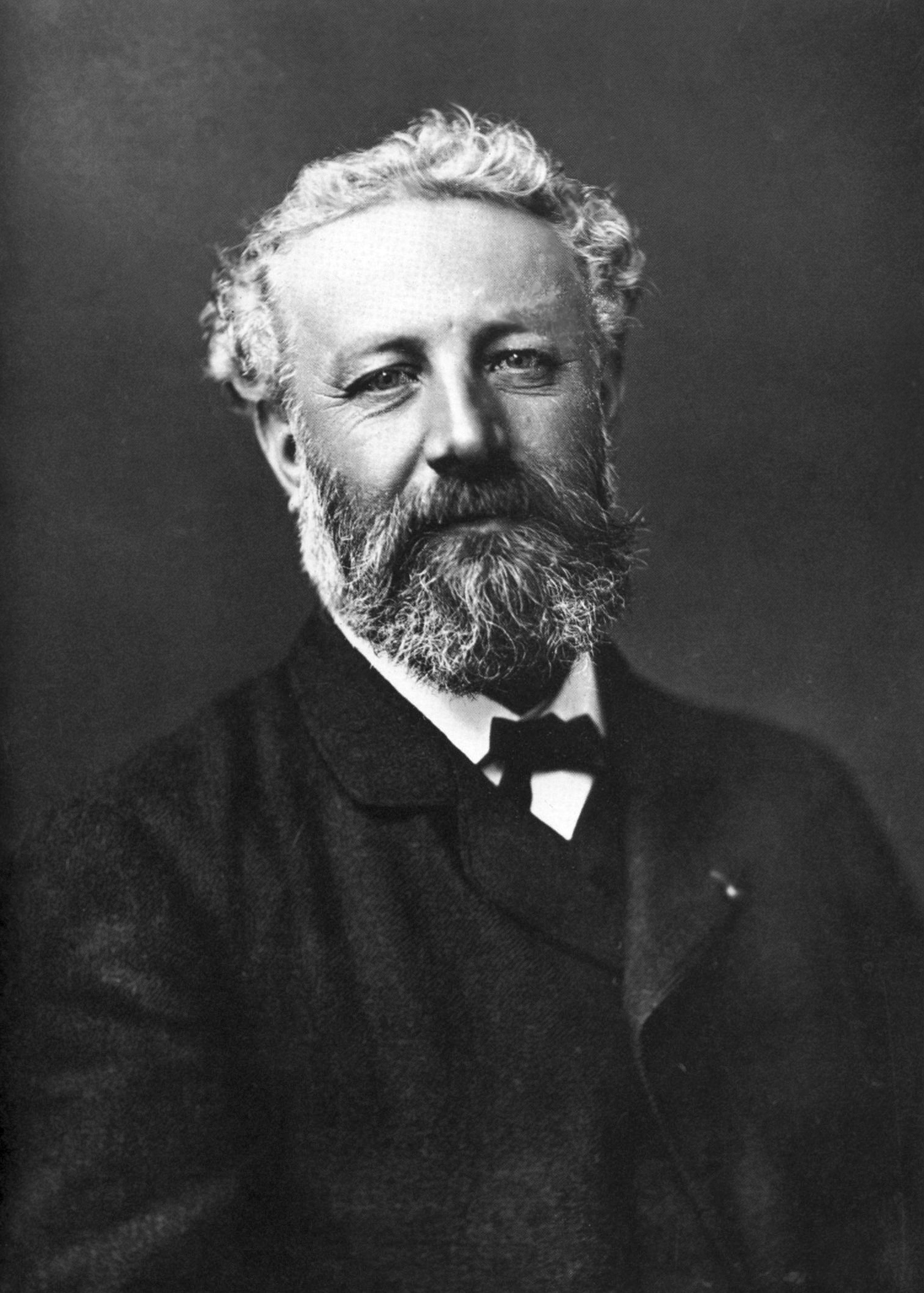
Jules Verne, scriitor francez
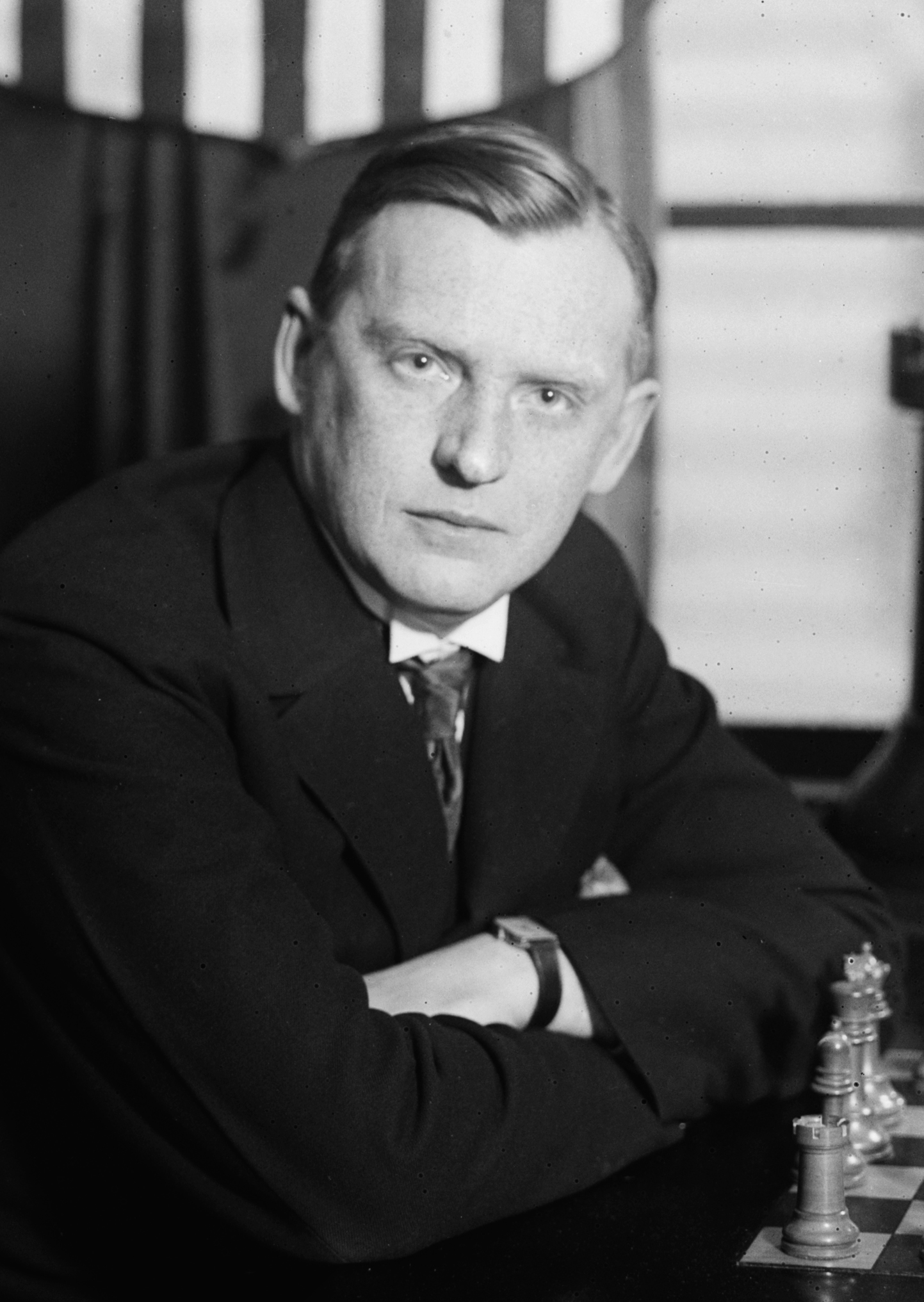
Alexandr Alehin, mare maestru internațional rus de șah

- 1926: Sizzo, Prinț de Schwarzburg (n. 1860)
- 1940: Édouard Branly, inventator și medic francez (n. 1844)
- 1946: Alexandr Alehin, mare maestru internațional rus de șah și campion mondial (n. 1892)
- 1948: Nikolai Berdiaev, filozof rus (n. 1874)
- 1953: Mary de Teck, regină a Regatului Unit (n. 1867)
- 1976: Bernard Law Montgomery, ofițer britanic
- 1978: Tudorel Popa, actor român (n. 1925)
- 1980: Óscar Romero, arhiepiscop de San Salvador, opozant al dictaturii militare, ucis în timpul unei slujbe religioase (n. 1917)
- 2000: Ion Miclea, artist fotograf român (n. 1931)
- 2002: César Milstein, om de știință argentinian, laureat Nobel (n. 1927)
- 2005: Vasile Spătărelu, compozitor și profesor român (n. 1938)
- 2008: Richard Widmark, actor american de teatru și film (n. 1914)
- 2009: Péter Jecza, sculptor român (n. 1939)
- 2016: Johan Cruyff, fotbalist și antrenor olandez (n. 1947)
- 2016: Garry Shandling, actor american (n. 1949)
- 2018: Lys Assia, cântăreață elvețiană, prima câștigătoare a Eurovisionului (n. 1924)
- 2013: Mariana Drăgescu, aviatoare română, membră a Escadrilei Albe (n. 1912)
- 2015: Oleg Bryjak, bariton kazah (n. 1960)
- 2018: Rim Banna, artistă de origine palestiniană (n. 1966)
- 2020: Albert Uderzo, desenator și scenarist de benzi desenate francez, creatorul benzii desenate Asterix, alături de René Goscinny (n. 1927)
- 2020: Manu Dibango, muzician și compozitor camerunez (n. 1933)
- 2022: John Andrews, arhitect australiano - canadian (n. 1933)
- 2022: Reza Baraheni, scriitor, poet, critic și om politic iranian (n. 1935)

## Sărbători
- Ziua Mondială a Tuberculozei (OMS)